# Manuela Lutze
Manuela Lutze, född den 20 mars 1974 i Blankenburg am Harz i Tyskland, är en tysk roddare.
Hon tog OS-brons i scullerfyra i samband med de olympiska roddtävlingarna 2008 i Peking.